# Coryphopteris sulawesica
Coryphopteris sulawesica är en kärrbräkenväxtart som beskrevs av Holtt. Coryphopteris sulawesica ingår i släktet Coryphopteris och familjen Thelypteridaceae. Inga underarter finns listade.